# Oreopanax pachycephalus
Oreopanax pachycephalus là một loài thực vật có hoa trong Họ Cuồng cuồng. Loài này được Planch. & Linden ex Seem. mô tả khoa học đầu tiên năm 1865.